# 北坡自治市鎮

北坡自治市鎮在阿拉斯加州的位置

北坡自治市鎮（英語：North Slope Borough）是美國阿拉斯加州一個自治市鎮，位於阿拉斯加北坡（鎮名的來源），東鄰加拿大育空地區。面積245,436平方公里，是美國面積最大的縣級行政單位。根據美國2000年人口普查，共有人口7,385人。鎮治烏特恰維克，舊名巴羅（Barrow）。

## 地理
總面積94,763平方英哩（245,436平方公里），其中88,817平方英哩（230,035平方公里）為陸地，5,946平方英哩（15,399平方公里）為水域（6.27%）。西臨楚科奇海，巴羅角（Point Barrow）以東是波弗特海。
以面積而言，北坡行政區是美國最大的縣級政治分區，面積比愛達荷州還要大。雖然鄰近的育空-科尤庫克人口普查區面積更大，但並無縣級政府。

### 鄰近自治區和人口普查區
- 東南方──育空-科尤庫克人口普查區
- 西南方──西北-北極行政區
- 東面是加拿大育空地區。

### 國家保護區
- 阿拉斯加海洋國家野生保育區（英语：Alaska Maritime National Wildlife Refuge） （楚科奇海單位的一部份）
- 北極國家野生動物保護區（英语：Arctic National Wildlife Refuge）（部份）
- 北极门国家公园和保护区（部份）
- 諾阿塔克國家保護區（英语：Noatak National Preserve）（部份）

## 人口
於2000年人口普查時，北坡自治市鎮人口為7,385人、2,109戶及1,524個家庭，人口密度為每人33km²（每人13平方英哩），有房屋單位2,538個，平均密度每單位97km²（每單位37平方英哩）。種族結構為17.09%白人、0.72%黑人或非裔美國人、68.38%美國原住民（大部分為因紐皮雅特人）、5.92%亞洲裔、0.84%太平洋島裔、0.50%來自其他種族、及6.55%有兩或以上血統。人口中2.37%為拉丁美裔人。42.84%人口母語為因紐皮雅特語，而4.21% 說他加祿語。